# White Stones
White Stones je navijačka skupina nogometnog kluba Varteks.
Ideja o stvaranju ove navijačke skupine javila se 1989. godine. Službenim danom osnivanja smatra se 3. ožujka 1990.
Na taj dan odigrana je utakmica između NK Varteks i NK Zagreb te se prvi put organizirano bodri svoj klub.
Počasni predsjednik, ujedno i autor njihove himne je hrvatski glumac Ljubomir Kerekeš.
Zbog nezadovoljstva stanjem u klubu NK Varaždin u posljednjih 10-ak godina većinom pripadnici White Stonesa osnovali su 29. svibnja 2011. novi klub NK Varteks.